# Albertville (França)
Albertville é uma cidade francesa localizada na região de Auvérnia-Ródano-Alpes. A cidade ficou conhecida após sediar os Jogos Olímpicos de Inverno de 1992.